# Arnaud Tendon
Pour les articles homonymes, voir Tendon.
Arnaud Tendon, né le 6 novembre 2002 à Bassecourt, est un coureur cycliste suisse.

## Biographie
En 2019, Arnaud Tendon est sélectionné en équipe nationale de Suisse. Il finit notamment 34e des championnats d'Europe juniors d'Alkmaar. Lors de la saison 2020, il devient champion de Suisse sur route juniors et termine deuxième du contre-la-montre. Il participe à ses seconds championnats d'Europe juniors à Plouay, où il se classe 10e de la course en ligne et 26e du contre-la-montre.
En 2021, il rejoint l'équipe continentale Swiss Racing Academy. Pour ses débuts espoirs, il obtient notamment diverses places d'honneur sur la Ronde de l'Isard. En juin 2022, il s'impose sur une étape du Tour du Pays de Montbéliard.

## Palmarès et résultats

### Par année
- 2018
  - 3e du championnat de Suisse sur route débutants
- 2020
  -  Champion de Suisse sur route juniors
  - 2e du championnat de Suisse du contre-la-montre juniors
  - 3e du championnat de Suisse de l'omnium juniors
- 2022
  - 1re étape du Tour du Pays de Montbéliard
  - 2e du championnat de Suisse sur route espoirs
  -  Médaillé d'argent du championnat d'Europe du contre-la-montre en relais espoirs
- 2023
  - Tour de Berne
- 2024
  -  Champion de Suisse sur route espoirs
- 2025
  - Circuit de la Vallée du Bédat
  - 2e étape de l'Arden Challenge
  - Tour de Berne
  - 1re étape du Tour Nivernais Morvan
  - Prix de Saint-Amour
  - 2e du championnat de Suisse des élites nationaux
  - 3e de la Classique du Châtillonnais

### Classements mondiaux
| Année                                 | 2021  | 2022 | 2023  | 2024  |
| ------------------------------------- | ----- | ---- | ----- | ----- |
| Classement mondial                    | 2301e | 950e | 1722e | 1091e |
| UCI Europe Tour                       | 1534e | 694e | nc    | nc    |
|                                       |       |      |       |       |
| Légende : nc = non classéSource : UCI |       |      |       |       |